# Anna Barbara Speckner
Anna Barbara Speckner (* 20. Oktober 1902 in München; † 10. Februar 1995 ebenda) war eine deutsche Cembalistin, Pianistin, Musik-Bearbeiterin und Musik-Herausgeberin.

## Leben
Anna Barbara Speckner studierte bei dem Pianisten August Schmid-Lindner (1870–1959) und bei Li Stadelmann an der Münchner Musikakademie. Sie unterrichtete von 1927 bis 1936 an der Günther-Schule in München, leitete von 1962 bis 1968 eine Cembaloklasse bei den Sommer-Akademien des Mozarteums in Salzburg, ab 1966 auch am Orff-Institut Salzburg (eine Einrichtung des Mozarteums). Sie war ab 1936 mit dem Musikwissenschaftler Thrasybulos Georgiades (1907–1977) verheiratet. Ihre künstlerischen Wirkungsorte waren München, Athen, Heidelberg und Salzburg.

## Bedeutung
Außer ihrer Tätigkeit als ausführende Künstlerin hat Anna Barbara Speckner historische Notenvorlagen alter Musik für Tasteninstrumente bearbeitet und für diese Notenausgaben als Herausgeberin fungiert. Hier sind insbesondere zu nennen:
- Alte englische Kontretänze. Für Tasteninstrumente gesetzt von Anna Barbara Speckner. Verlag B. Schott’s Söhne, Mainz 1967.
- Aus alten Spielbüchern: 32 Tänze und Stücke aus dem 16. und 17. Jahrhundert. Für Tasteninstrumente gesetzt von Anna Barbara Speckner. Schott Verlag, Mainz 1972.